# От любов към играта
„От любов към играта“ (на английски: For Love of the Game) е американска спортна драма от 1999 г. на режисьора Сам Рейми, по сценарий на Дейна Стивънс, базиран на едноименния роман от 1991 г., написан от Майкъл Шаара, с участието на Кевин Костнър и Кели Престън.